# Detmerode
Detmerode ist ein Stadtteil von Wolfsburg in Niedersachsen, der in den 1960er Jahren entstand. 

## Allgemeines

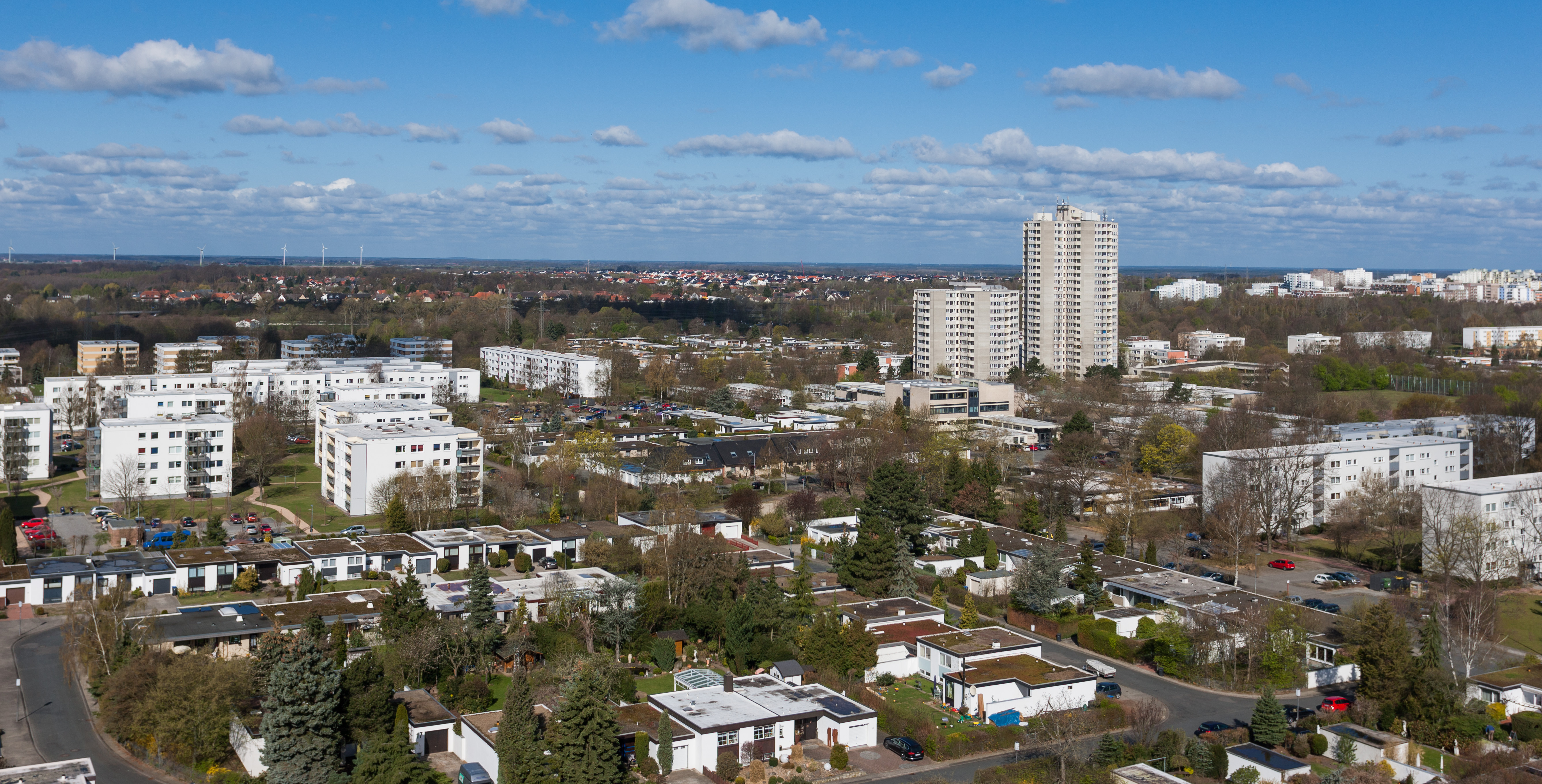
Detmerode vom höchsten Gebäude, der mittlerweile abgerissenen Neuland-Burg, fotografiert

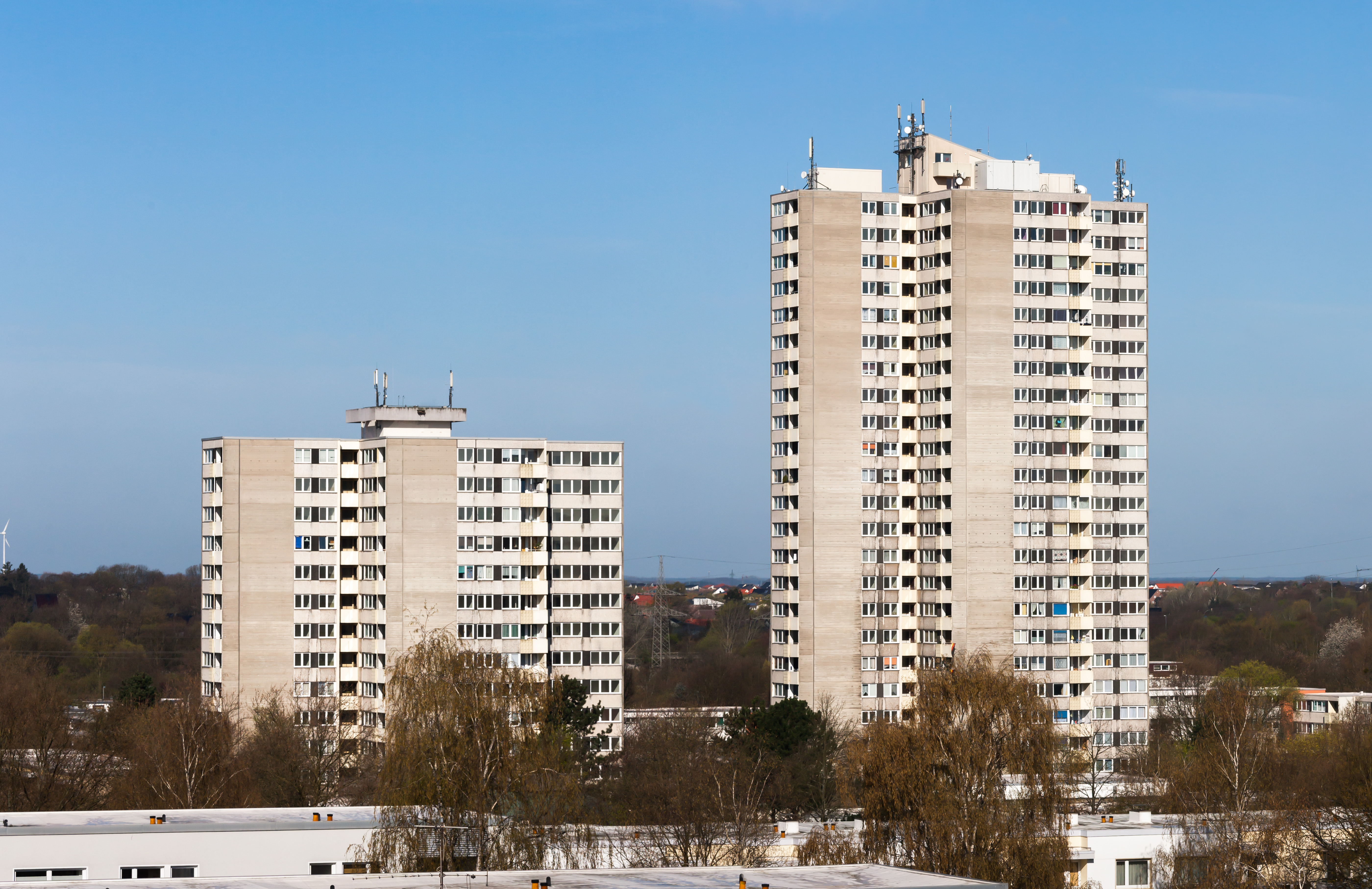
Hochhäuser Don Camillo (r.) und Peppone (l.), 2012

Der südwestlich vom Stadtzentrum gelegene Stadtteil Detmerode gehört – wie der benachbarte Stadtteil Westhagen und der Stadtteil Teichbreite – zu den neueren Stadtteilen Wolfsburgs, deren Bild besonders von Hochhaussiedlungen aus den 1960er Jahren geprägt ist. Anders als in Westhagen gibt es hier auch Bungalowsiedlungen.
Verlässt man die Autobahn A 39 an der Abfahrt Wolfsburg-Mörse (Nr. 25) in Richtung Stadtzentrum, liegt am Beginn der anschließenden Braunschweiger Straße eine „Kleeblattkreuzung“, an der man nach Süden in den Stadtteil Detmerode abfährt. Hauptverkehrsstraße ist die John-F.-Kennedy-Allee (weiter nördlich Konrad-Adenauer-Allee), die von einer markanten Brücke gequert wird. Diese ist Bestandteil des zentralen Einkaufszentrums. Hier steht – recht prominent auf einem Hügel – die 1968 eingeweihte evangelische Stephanuskirche, ein Werk des finnischen Architekten Alvar Aalto.
Wahrzeichen des Stadtteils sind die beiden 1969 fertiggestellten Hochhäuser Don Camillo und Peppone (Architekt Dr. Rudolf Richard Gerdes, Wolfsburg) an der Theodor-Heuss-Straße unweit vom Detmeroder Teich, wovon Don Camillo das höchste Wohnhaus der Stadt Wolfsburg ist. Auffällig waren das ehemalige „Stufenhochhaus“ am Kurt-Schumacher-Ring (erbaut 1964–67 von Paul Baumgarten) sowie die „Neuland-Burg“ an der John-F.-Kennedy-Allee, deren Großteil seit Februar 2012 abgerissen wurde.
Detmerode ist, wie die meisten Stadtteile Wolfsburgs, von Waldgebieten umgeben, wobei sich das Naherholungsgebiet um den Detmeroder Teich, der als Regenrückhaltebecken angelegt worden war, besonderer Beliebtheit erfreut. Östlich liegt der „Detmeroder Wald“, ein Teil des Wolfsburger Stadtwaldes, der sich bis zur Stadtmitte erstreckt. Im Detmeroder Wald befindet sich der „Detmeroder Schalenstein“, ein Stein mit 173 schälchenartigen Vertiefungen, der vermutlich in der frühen Jungsteinzeit für Kulthandlungen verwendet wurde. In unmittelbarer Nähe davon, am Niemannsteich, befindet sich eine Replik des Opfersteines mit dem Namen „Schälchenstein-Brunnen“.
Der Ortsname „Detmerode“ geht auf eine mittelalterliche Siedlung zurück, die allerdings im 15. Jahrhundert wüst gefallen ist. Ein Gedenkstein an der Theodor-Heuss-Straße weist darauf hin.

## Ortsgeschichte und Stadtbaugeschichte

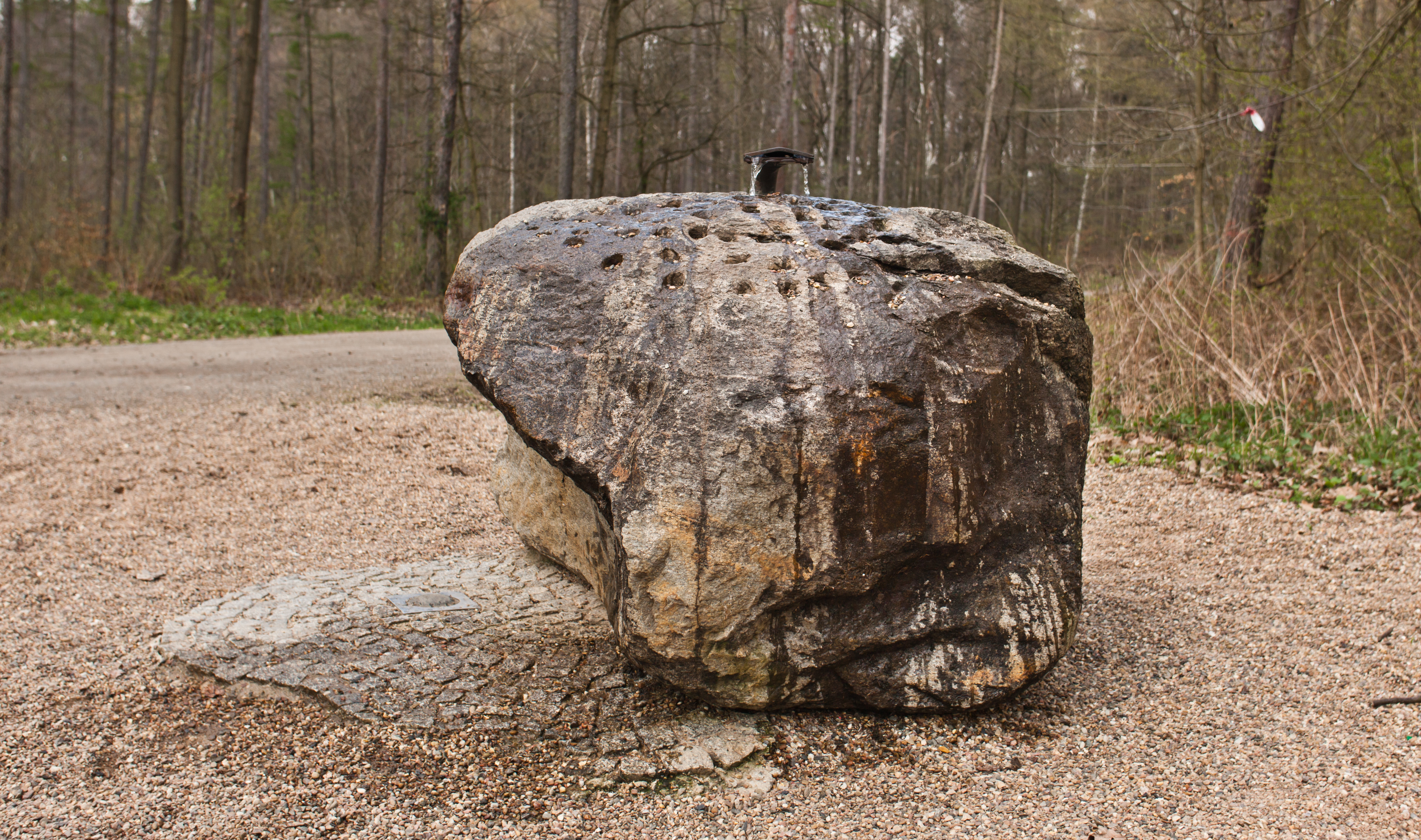
Die Replik des Opfersteins am Niemannsteich

Bereits vor rund 3500 Jahren lebten im Gebiet um Detmerode Menschen, wie durch einen 1983 im Wald bei Detmerode gefundenen Schalenstein bewiesen werden konnte. Im Mittelalter entstand nach Waldrodung eine Siedlung mit etwa fünf bis neun Höfen, die am Weg von der Burg Rothehof nach Mörse lag und vermutlich als Reihendorf angelegt war. Auf das Jahr 1332 datiert die erste bekannte urkundliche Erwähnung der Siedlung, aber bereits 1495 wird sie als verlassen beschrieben. Im 15. Jahrhundert fiel sie wüst, ihre Ländereien gelangten später größtenteils zum Gut Mörse. Einer Sage nach soll diese Siedlung abgebrannt sein, was aber durch archäologische Ausgrabungen nicht bestätigt werden konnte. Die Funde deuten eher darauf hin, dass die Siedlung planmäßig verlassen wurde.
Nachdem 1960 in Detmerode bereits Feuersteingeräte gefunden wurden, erfolgten 2016 anlässlich des Baus einer Flüchtlingsunterkunft westlich der Theodor-Heuss-Straße archäologische Ausgrabungen. Dabei wurden unter anderem ein Reitersporn, ein Pferdeschädel, ein Feuereisen und eine Spinnwirtel gefunden, ferner Teile eines Hufeisens, einer Handdrehmühle, eines Kugeltopfes, eines Grapens, eines Messers, und eines Webgewichts, sowie Reste eines Kastenbrunnens, eines Pfostenhauses und Spuren von Grubenhäusern, die dem mittelalterlichen Detmerode zugeordnet werden. Diese Funde deuten auf Pferdehaltung und Textilherstellung im mittelalterlichen Detmerode hin.
Auf einer Karte von 1781 ist ein Dettmeroder Holtz eingetragen.
1938, im Jahr der Stadtgründung, war das Gebiet des heutigen Stadtteils Detmerode nicht bebaut. 1942 sah ein Plan des Stadtbaubüros bereits eine Bebauung im Bereich des heutigen Stadtteils Detmerode vor, die als Mörser Viertel bezeichnet wurde. Dieses Vorhaben wurde jedoch kriegsbedingt nicht realisiert.

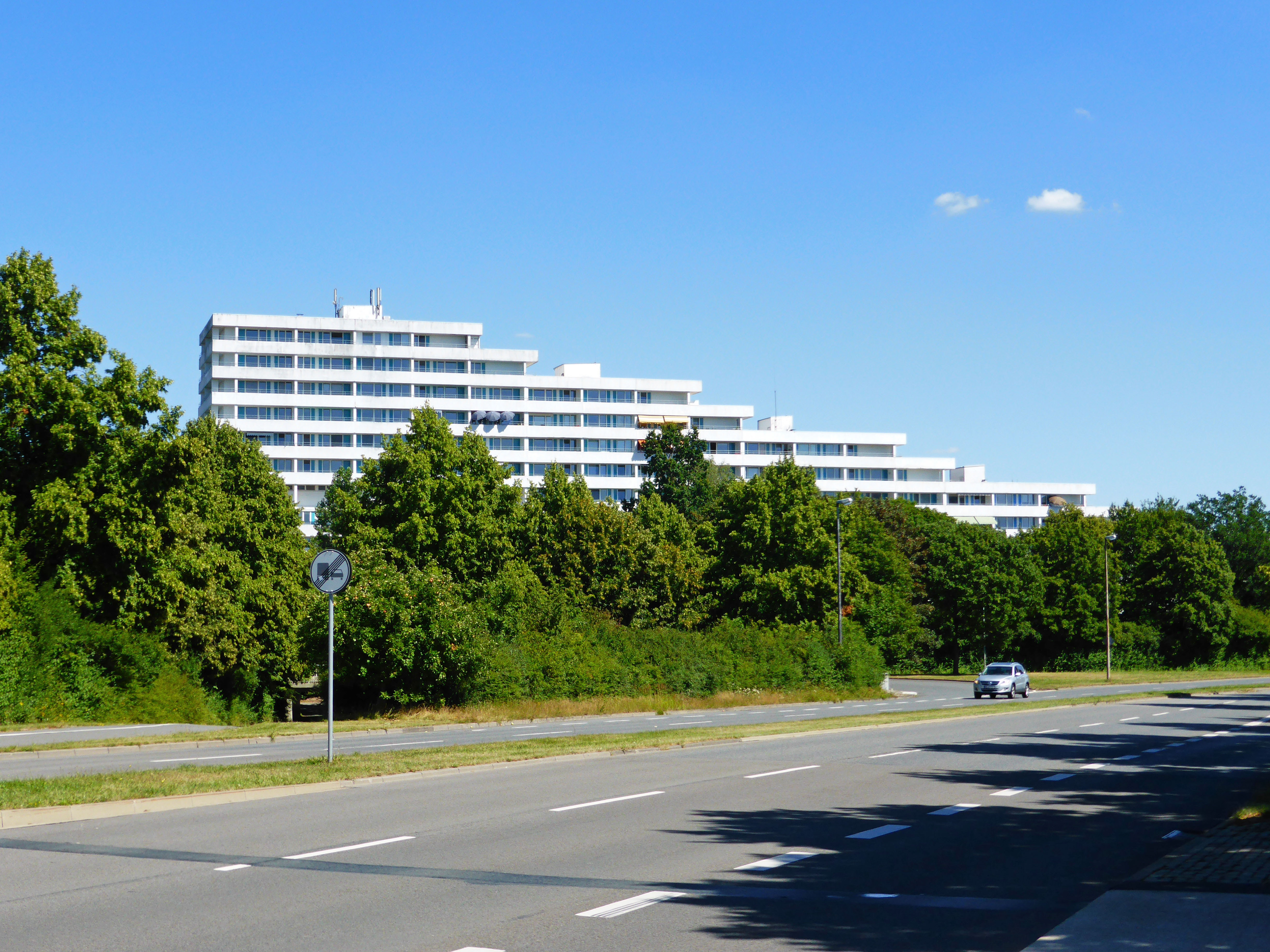
Stufenhochhaus (2018 abgerissen)

In den ersten Jahren nach Ende des Zweiten Weltkriegs plante man die Stadt Wolfsburg für eine geringere Einwohnerzahl, so dass zunächst im Gebiet des heutigen Detmerode keine Bebauung mehr vorgesehen war. 1959 ging ein Entwurf des Stadtplanungsamtes wieder von einer Bebauung beiderseits der Braunschweiger Straße aus, was jedoch erst später mit dem Stadtteil Westhagen umgesetzt wurde. 1960 beschloss der Rat der Stadt Wolfsburg unter Stadtbaurat Rüdiger Recknagel den Bau des Stadtteils Detmerode. 1962 gingen aus einem beschränkten Architektenwettbewerb, an dem drei Architektengruppen teilnahmen, Paul Baumgarten und Walter Rossow als Sieger hervor. Noch im September desselben Jahres wurde auf bisherigen Ackerflächen mit dem Bau des neuen Stadtteils begonnen. Die Bautätigkeit begann nahe der Braunschweiger Straße mit dem Kurt-Schumacher-Ring. Am 23. November 1963 wurden im Wohnblock Kurt-Schumacher-Ring 27/29/31 der VW-Siedlungsgesellschaft bereits die ersten Wohnungen bezogen. 1964 waren in dem noch im Aufbau befindlichen Stadtteil schon 700 Wohnungen bezogen, und die erste Schule wurde eröffnet. 1967 wurde das Einkaufszentrum eingeweiht, und eine Zweigstelle der Stadtbücherei eröffnet. Die Bautätigkeit zog sich weiter bis in den Süden Detmerodes, wo bis 1969 im Bereich des Graf-Stauffenberg-Ringes einer der letzten Bauabschnitte Detmerodes entstand. Am 11. November 1968 feierte die Stadt Wolfsburg den Bauabschluss Detmerodes, 1970 erfolgte die offizielle Fertigstellung des Stadtteils.
Die neue Wohnsiedlung war asymmetrisch konzipiert und in drei Nachbarschaften mit jeweils 5000 Einwohnern unterteilt. Die Nachbarschaften wurden durch unterschiedliche Gebäudetypen (Punkt- und Kettenhochhäuser, ein Stufenhochhaus, Zeilenbauten und Einfamilienhäuser) gebildet, deren Höhenentwicklung nach Auffassung der Planer (und niederländischen Vorbildern) ein mögliches Auseinanderfließen der Siedluntg in die Landschaft vermeiden sollte. Einzelne Gebäude entwarfen international renommierte Architekten, wie etwa Alvar Aalto (Stephanuskirche), Dieter Oesterlen (Schwedenhochhaus) oder Hans Scharoun (Stephanus-Kindergarten). Die Einfamilienhäuser gehen auf einen Architektenwettbewerb von 1962/63 mit 13 regionalen Architekturbüros zurück. Diese Bauten prägen das Stadtbild durch rote Backsteinfassaden, ein- bis eineinhalbgeschossige Flachdachbauten mit breiter weißer Attika.
Nach 1970 entstanden nur noch vereinzelt Neubauten, um die Infrastruktur Detmerodes zu vervollständigen oder die Wohnbebauung zu verdichten. So wurden von 1971 bis 1973 die St.-Raphael-Kirche, 1978 das Vereinsheim des Kleingärtnervereins, 1981 ein Behindertenwohnheim, 1984 das Landhaus, 1988 die Sozialstation, 1997 eine Seniorenwohnanlage, 2005 das Senioren- und Pflegeheim und 2016 ein Flüchtlingsheim erbaut.
Von 2012 bis 2016 erfolgte der teilweise Abriss und Neubau der Wohnanlage Neue Burg, auch Neuland-Burg genannt, durch die Neuland Wohnungsgesellschaft. 1967 war der Gebäudekomplex mit bis zu 10 Geschossen und 534 Wohnungen fertiggestellt worden. 2012 gewann das Architekturbüro KSP Jürgen Engel Architekten für den Umbau den BDA-Preis Niedersachsen. Durch den Umbau verringerte sich die Anzahl der Wohneinheiten auf nur noch 332. 2018 folgte der Abriss des Stufenhochhauses, das aufgrund von Baumängeln durch Neubauten ersetzt wurde.

### Einwohner
Die höchste Einwohnerzahl hatte Detmerode im Jahr 1972 mit 15.301 Einwohnern.
| Jahr      | 1966  | 1972   | 2004  | 2005  | 2010  | 2013  | 2015  | 2017  |
| --------- | ----- | ------ | ----- | ----- | ----- | ----- | ----- | ----- |
| Einwohner | 7.000 | 15.300 | 8.473 | 8.473 | 7.314 | 7.719 | 7.602 | 7.564 |

Detmerode wurde für etwa 15.000 Einwohner geplant. In den 1970er Jahren war der Stadtteil geprägt von Familien und vor allem von Kindern. Zwei achtzügige Grundschulen (je 30 Kinder pro Klasse) wurden zu diesem Zeitpunkt in jedem Jahrgang von 480 Kindern besucht, also insgesamt allein auf den beiden Grundschulen knapp 2000 Kinder.
Schon vor längerer Zeit wurde eine der beiden Grundschulen geschlossen, der Stadtteil entspricht inzwischen in seiner Prägung etwa dem Wolfsburger Durchschnitt.

## Politik

### Ortsrat
Politisch wird der Stadtteil seit 1991 durch den Ortsrat Detmerode vertreten.
- SPD: 5
- CDU: 3
- PUG: 1
- Grüne: 1
- Linke: 1
- ÖDP: 1
- fraktionslos: 1

|                 | Wahl 2016 |       |
| Partei          | Anteil    | Sitze |
| SPD             | 39,4 %    | 5     |
| CDU             | 24,7 %    | 3     |
| PUG             | 16,1 %    | 12    |
| Grüne           | 6,6 %     | 1     |
| FDP             | 3,6 %     | 0     |
| Die Linke       | 4,8 %     | 1     |
| FAMILIE         | 4,8 %     | 21    |
| Wahlbeteiligung | 51,1 %    | –     |

### Ortsbürgermeister
Ortsbürgermeister ist seit 2024 Axel Bosse (Bündnis 90/Die Grünen).
Erster Ortsbürgermeister war Horst Weiß (SPD), der 2001 von Thorsten Werner (CDU) abgelöst wurde. Ihm folgten ab 2011 Ralf Mühlisch (SPD), und von 2021 bis 2024 Joachim Grammes (CDU).

### Wappen
Detmerode verwendet als Stadtteil und Ortschaft das Wappen der Stadt Wolfsburg.

## Kultur und Sehenswürdigkeiten

### Bauwerke
In Detmerode sind vier Bauwerke als Baudenkmal ausgewiesen: Die Stephanuskirche, die St.-Raphael-Kirche, der Stephanus-I-Kindergarten und der Schalenstein.

#### Kirchen
In Detmerode sind die evangelisch-lutherische und die römisch-katholische Kirche mit je einem Gotteshaus vertreten sowie mit Kindergärten und weiteren sozialen Einrichtungen.

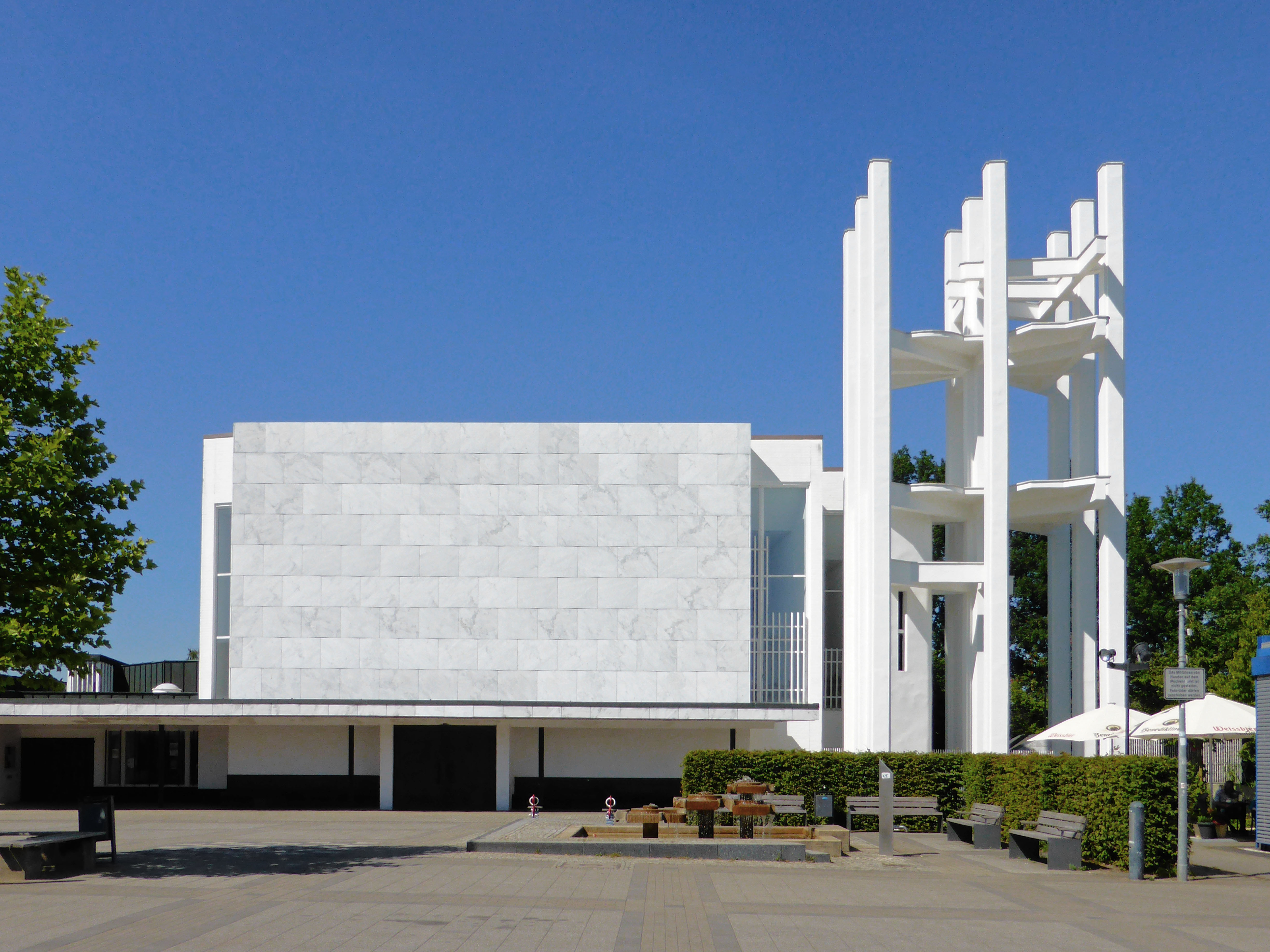
Stephanuskirche
Nachdem die evangelischen Einwohner Detmerodes zunächst von der Heilig-Geist-Kirchengemeinde betreut worden waren, erfolgte 1964 die Gründung einer eigenen evangelisch-lutherischen Kirchengemeinde für Detmerode, der heutigen Stephanusgemeinde, und der Bau einer Kirche wurde in Auftrag gegeben. Nach Plänen des Architekten Alvar Aalto erfolgte von 1966 bis 1968 der Bau der Kirche und des zugehörigen Gemeindezentrums. Die Kirchengemeinde, der heute (2018) rund 2.800 Gemeindemitglieder angehören, gehört heute zum Kirchenkreis Wolfsburg-Wittingen der Evangelisch-Lutherischen Landeskirche Hannovers

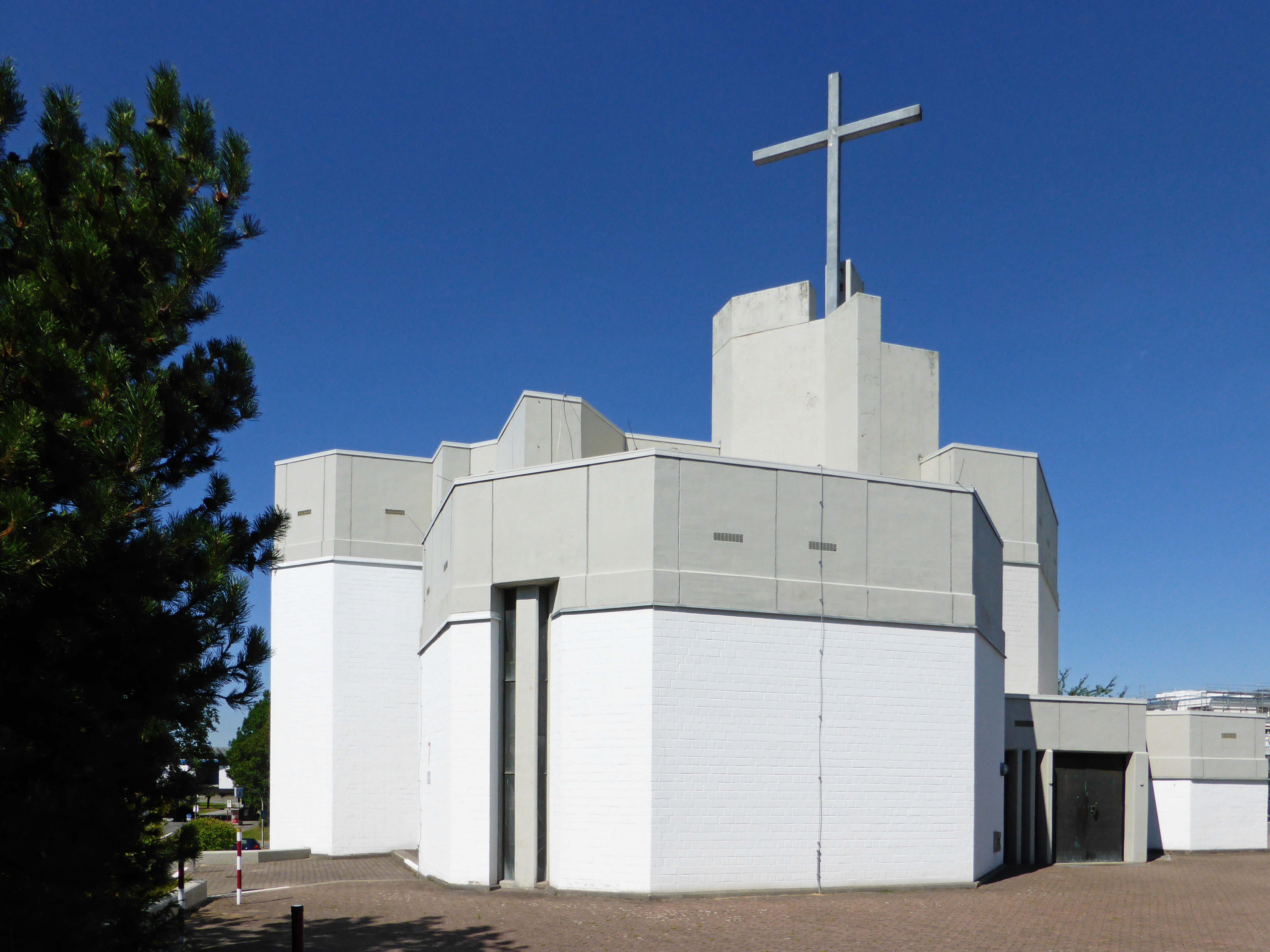
St.-Raphael-Kirche
1964 wurde in Detmerode ein selbstständiger katholischer Seelsorgebezirk gegründet, und in einem Raum der Volksschule XIII begannen die Gottesdienste. Von 1971 bis 1973 erfolgte nach Plänen des Architekten Toni Hermanns der Bau der Kirche, die nach dem Erzengel Raphael benannt wurde. 2013 wohnten rund 1.560 Katholiken in Detmerode. Die Kirche gehört heute als Filialkirche zur Pfarrei St. Christophorus im Bistum Hildesheim.

### Grünflächen und Naherholung
Der zentral gelegene Bürgerpark, eine Streuobstwiese, der Detmeroder Teich, und ein weiträumiges Waldgebiet, das unmittelbar an Detmerode grenzt, laden zur Naherholung ein. Von 2015 bis 2020 bestand im Wald nahe dem Schnedebergweg ein Grillplatz, der nach mehreren Beschädigungen wieder abgebaut wurde. Im Wald südlich von Detmerode befinden sich auch die Hattorfer Teiche, zu denen der Kehlensteich, der Niemannsteich und der Steffensteich gehören.

### Sport
Detmerode ist Sitz des 1970 gegründeten Sportvereins „SC Rot-Weiß Wolfsburg-Detmerode“. Im Wald östlich der John-F.-Kennedy-Allee wurde ein Trimm-dich-Pfad angelegt. Ein Fitnessstudio für Frauen, das Damen-Sport-Studio LadyLife, befindet sich am Ende der John-F.-Kennedy-Allee in den Räumen eines ehemaligen Lebensmittelgeschäftes.

### Vereine
Der 1967 gegründete Kleingärtnerverein Detmerode e. V. betreibt eine Kleingartenanlage mit 102 Parzellen und verfügt seit 1978 über ein Vereinsheim. Ein weiterer Verein Detmerodes ist der Detmeroder Skatklub von 1990 im Deutschen Skatverband. Der Sozialverband Deutschland, die SPD und die CDU, letztere gemeinsam mit dem Nachbarstadtteil Westhagen, unterhalten Ortsgruppen in Detmerode. Der Ortsverein des Deutschen Roten Kreuzes, der bis 2017 bestehende Kulturverein und der von 2009 bis 2015 bestehende Bürgerverein wurden aufgelöst. Die Freie Waldorfschule Wolfsburg und die St.-Raphael-Kirchengemeinde werden durch Fördervereine unterstützt. Im Gemeinderaum der Stephanuskirche hält der Gospelchor Wolfsburg seine Proben ab, die Musikgruppe Makrometrik besteht seit 1980 in der St.-Raphael-Kirchengemeinde. Im Jahr 2020 erfolgte die Gründung eines neuen Bürgervereins.

### Kunst im Stadtbild
- Brunnen von Peter Szaif (Wolfsburg) in der John-F.-Kennedy-Allee
- Brunnen (1969) von Peter Szaif (Wolfsburg) im Einkaufszentrum
- Spielanlage (1977) von Rolf Hartmann (Wolfsburg) im Freizeitpark (abgerissen 2004)
- Gedenkstein an das ehemalige Dorf Detmerode (1986)[20]
- Figurenturm (1999) von Klaus Richter (Hof/Saale) in der Parkpalette Neuland-Burg
- Skulptur Tier-Tam-Tam von Rainer Scheer (2003 im Einkaufszentrum aufgestellt)[21]

## Wirtschaft und Infrastruktur

### Unternehmen
Verschiedene Einzelhandelsgeschäfte, Arztpraxen, Gaststätten, Dienstleister und eine Tankstelle stellen die Grundversorgung der Einwohner sicher. Sie sind überwiegend im Einkaufszentrum angesiedelt, das 1962 von Georg Wellhausen und seinem Sohn Michael entworfen und 1967 eingeweiht wurde. Das Postamt (Wolfsburg 3) wurde geschlossen und durch eine Postfiliale in einem Schreibwarenladen ersetzt. Die Sparkasse Celle-Gifhorn-Wolfsburg und die Volksbank BRAWO betreiben Geschäftsstellen in Detmerode, die Filiale der Commerzbank wurde geschlossen. Samstags findet auf dem Detmeroder Marktplatz ein Wochenmarkt statt.
Das Boutique Hotel Wolfsburg entstand durch eine Umgestaltung des Landhauses Detmerode, welches Mitte der 1980er Jahre als Treffpunkt für die Bürger und Vereine Detmerodes erbaut worden war. Die Gastronomie im Landhaus Detmerode wurde in den 1990er Jahren einige Jahre lang von der Labora gGmbH für Arbeit und berufliche Bildung aus Peine betrieben, die dort Arbeitslose ins Berufsleben integrierte.
Das Autohaus Wolfsburg Klassik, eine Niederlassung der Autohaus Wolfsburg Hotz und Heitmann GmbH & Co. KG, hat sich auf den Verkauf und die Reparatur von Oldtimern und Youngtimern verschiedener Fabrikate spezialisiert. 1965 wurde es als Autohaus Detmerode von der Autohaus Hotz GmbH und Co. KG eröffnet.

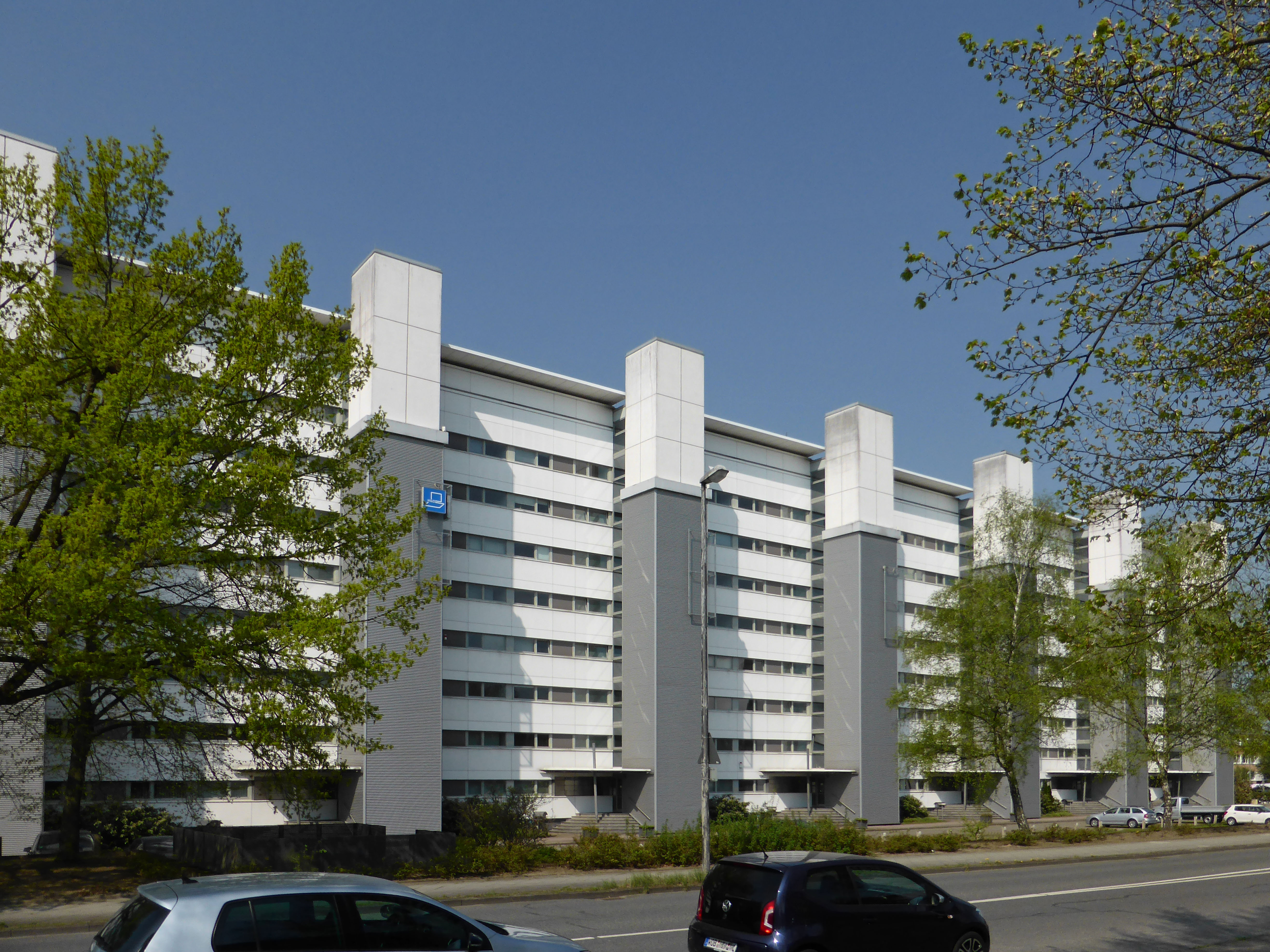
Business Forum Detmerode

Die Neuland Wohnungsgesellschaft und Volkswagen Immobilien sind die bedeutenden Wohnungsvermieter in Detmerode, wovon Volkswagen Immobilien in Detmerode ein Stadtteilbüro unterhält. Auch eine große Zahl von Eigentumswohnungen und Eigenheimen, letztere oft in Reihenbauweise, sind in Detmerode vorhanden. Die Lebenshilfe Wolfsburg bietet für Erwachsene mit Behinderung mit dem 1981 erbauten Haus am Wald ein Wohnheim mit 48 Plätzen, ferner seit 1985 mit der Wohngemeinschaft Haus am Teich eine Wohngruppe für fünf Personen in einem 1965 erbauten Reihenbungalow. 2016 wurde ein neuerbautes Flüchtlingsheim eröffnet. Das an der John-F.-Kennedy-Allee gelegene Business Forum Detmerode entstand im Jahr 2002 durch Umbau eines 8-stöckigen Wohnblocks, in dem durch Volkswagen Immobilien Mietwohnungen zu Büroräumen umgebaut wurden.
Die von der Caritas getragene Sozialstation Wolfsburg-Süd besteht seit 1988. Die Seniorenwohnanlage an der Theodor-Heuss-Straße wurde 1997 eingeweiht, 2005 folgte das ursprünglich katholische Senioren- und Pflegeheim Johannes Paul II. Seit dem 1. März 2013 befindet sich dieses in Trägerschaft des evangelischen Diakonischen Werkes Wolfsburg. Inzwischen ergänzt eine private Tagespflegeeinrichtung die Pflegeangebote für Senioren in Detmerode.

### Verkehr
Detmerode befindet sich unmittelbar an der Bundesautobahn 39, die in diesem Bereich 1971/72 dem Verkehr übergeben wurde, und ist über die Anschlussstelle 5 (Wolfsburg-Mörse) zu erreichen. Da Detmerode mit dem Auto nur über die Braunschweiger Straße angefahren werden kann, ist der Stadtteil frei von Durchgangsverkehr. Das Detmeroder Kreuz, das als Kleeblattkreuzung Detmerode mit der Braunschweiger Straße verbindet, wurde am 17. Dezember 1964 fertiggestellt. Die Haupterschließungsstraßen sind nach verstorbenen Politikern der jüngeren Vergangenheit, darunter Konrad Adenauer, Theodor Heuss, John F. Kennedy, Friedrich Naumann und Kurt Schumacher, benannt. Auch die beiden Städte, Luton und Marignane, mit denen Wolfsburg bereits in den 1960er Jahren durch Städtepartnerschaften verbunden war, finden sich in Detmeroder Straßennamen wieder. Linienbusse der Wolfsburger Verkehrs-GmbH fahren von Detmerode aus in die Stadtmitte und in viele andere Stadtteile Wolfsburgs. Die Verkehrsgesellschaft Landkreis Gifhorn mbH fährt mit einer Buslinie von Detmerode bis nach Gifhorn.

### Öffentliche Einrichtungen
Die Stadt Wolfsburg hält in Detmerode seit 1987 eine Stadtteilsprechstelle bereit, die Polizeistation Südstadt ist im Einkaufszentrum des Stadtteils ansässig. Weitere Einrichtungen sind der Bürgerpark, ein Freizeitheim, die 2001 eröffnete Bürgerbegegnungsstätte, seit 2015 ein öffentlicher Bücherschrank und seit 1967 eine Stadtteilbibliothek.

### Bildung

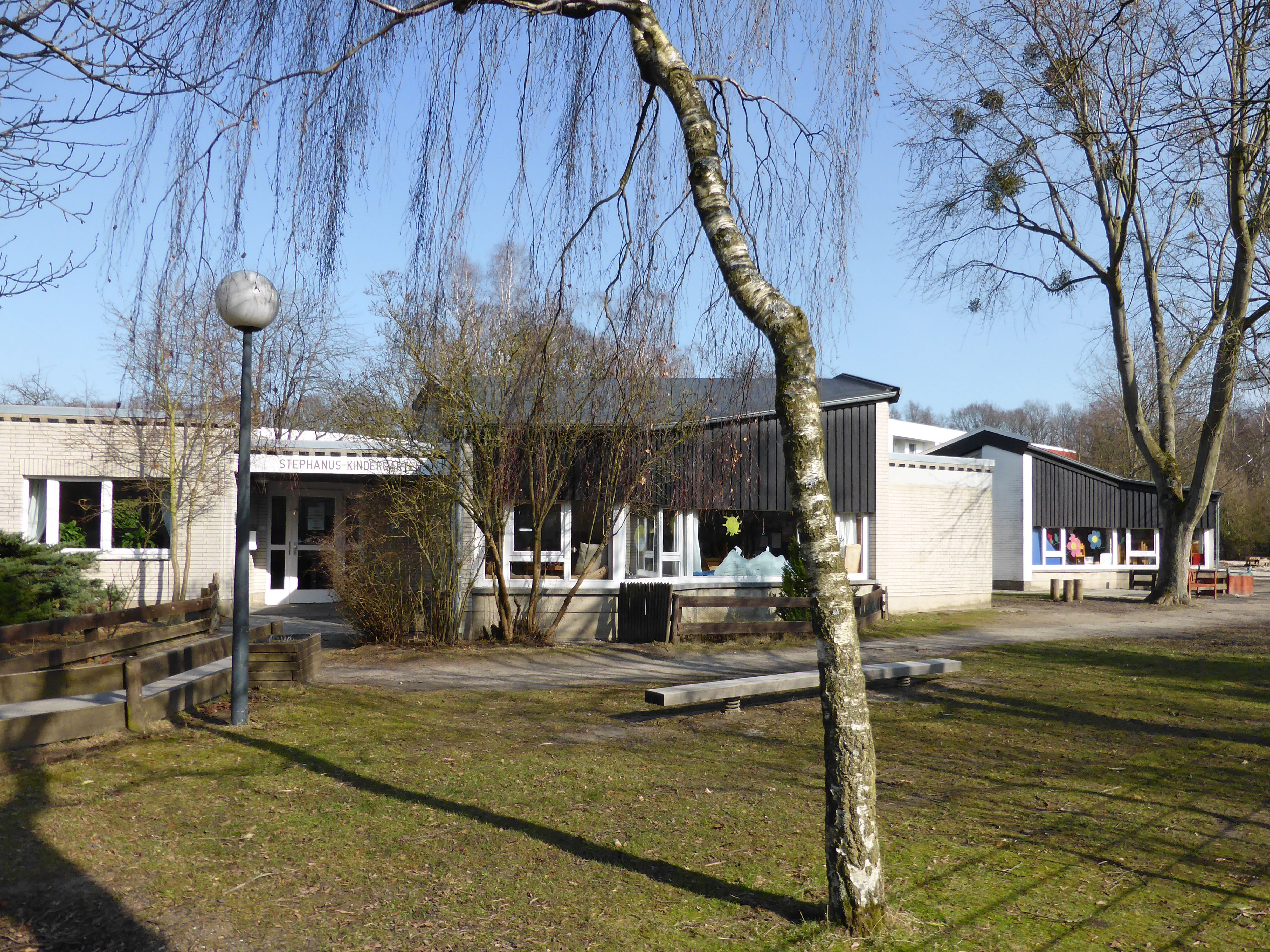
Stephanus-I-Kindergarten

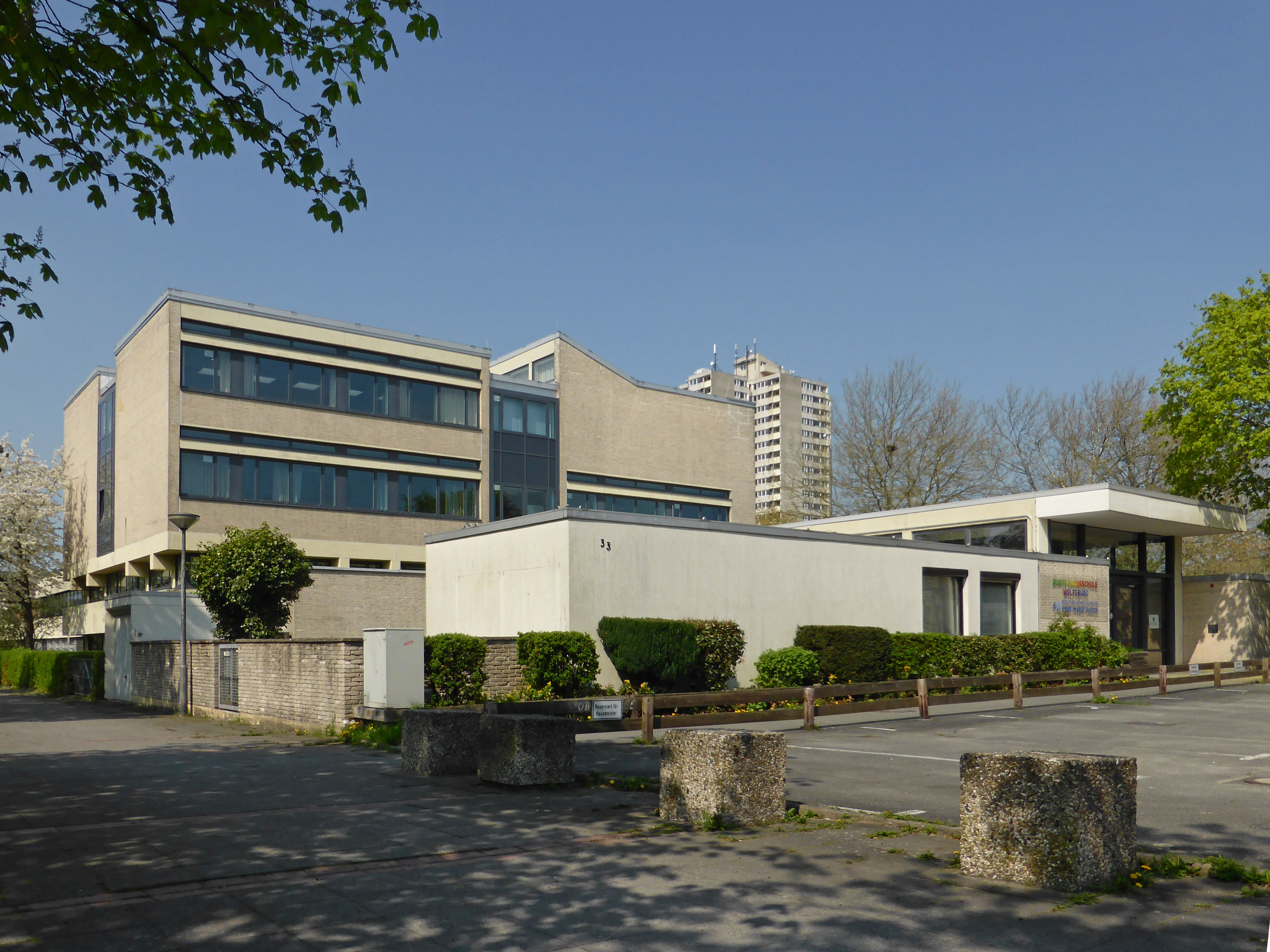
Bunte Grundschule

1969 wurde der von Hans Scharoun entworfene, inzwischen denkmalgeschützte Stephanus-I-Kindergarten eröffnet. Darüber hinaus bietet die evangelisch-lutherische Kirche in Detmerode mit der Stephanus-II-Kindertagesstätte einen Sprachheilkindergarten, der 1970 als Regel-Kindertagesstätte eröffnet wurde. Die Kindertagesstätte St. Raphael besteht seit 1972, eine weitere Kindertagesstätte wird durch die Arbeiterwohlfahrt betrieben. Seit 2017 ergänzt die neu erbaute städtische Kindertagesstätte an den Teichen, die auf dem Grundstück der früheren Lebenshilfe-Kita errichtet wurde, das Kinderbetreuungsangebot in Detmerode.
Die Bunte Grundschule entstand 2014 im Gebäude der vormaligen Erich-Kästner-Schule, einer Grund- und Hauptschule mit Orientierungsstufe, die 1967 als Volksschule XV. eröffnet wurde. Auch die Berufsbildenden Schulen Anne-Marie Tausch sind dort ansässig.
Die Freie Waldorfschule Wolfsburg geht auf das Jahr 1988 zurück, in dem der Schulverein gegründet wurde. 1997/98 übernahm die Waldorfschule das Gebäude der geschlossenen Johann-Gottfried-Herder-Schule, einer ehemaligen Grundschule mit Orientierungsstufe, die am 17. August 1964 als Volksschule XIII. eröffnet wurde. Heute gehören zur Freien Waldorfschule Wolfsburg je eine Grund- und Gesamtschule. Von 1982 bis 1997 befand sich auch eine Zweigniederlassung der katholischen Eichendorff-Grundschule in der Johann-Gottfried-Herder-Schule. Zuvor befand sich diese in Westhagen, 1996/97 zog sie an ihren heutigen Standort im Stadtteil Rabenberg um.

## Trivia
In einer Urkunde des Archidiakons und Dompropstes Berthold wird im Jahre 1207 die heutige Ortschaft Detfurth als Siedlung Dethmerode erwähnt, die jedoch in keinem Zusammenhang mit dem Stadtteil Detmerode steht.